# Oscillateur local
Pour les articles homonymes, voir oscillateur.
En électronique, un oscillateur local (OL) est un oscillateur électronique utilisé avec un mélangeur de fréquences pour transposer la fréquence d'un signal. Ce processus de conversion de fréquence, également appelé hétérodyne, produit la somme et la différence des fréquences à partir de la fréquence de l'oscillateur local et de la fréquence du signal d'entrée. Le traitement d'un signal à une fréquence fixe améliore les performances d'un récepteur radio.
Dans de nombreux récepteurs à tube à vide, la fonction d'oscillateur local et de mélangeur est combinée en un seul étage appelé "convertisseur pentagrille" : ce composant permet de réduire l'espace, le coût et la consommation d'énergie en combinant les deux fonctions en un seul dispositif actif.

## Applications
Les oscillateurs locaux sont utilisés dans le récepteur superhétérodyne, le type le plus courant de circuit de récepteur radio.  Ils sont également utilisés dans de nombreux autres circuits de communication tels que les modems,  les décodeurs TV de la télévision par câble, les systèmes de multiplexage fréquentiel utilisés dans les liaisons téléphoniques ADSL, les systèmes de faisceau hertzien, les systèmes de télémétrie, les horloges atomiques, les radiotélescopes et les systèmes militaires de contre-mesures électroniques (anti-brouillage).
Dans la réception de la télévision par satellite, les fréquences micro-ondes utilisées depuis le satellite jusqu'à l'antenne de réception sont converties en fréquences plus basses par un oscillateur local et un mélangeur montés directement sur l'antenne. Cela permet de transmettre les signaux reçus sur une grande longueur de câble coaxial qui présenterait autrement une perte de signal inacceptable à la fréquence de réception d'origine. Dans cette application, l'oscillateur local possède une fréquence fixe et la fréquence du signal converti est variable.

## Exigences en matière de performances en réception
L'utilisation d'oscillateurs locaux dans la conception d'un récepteur nécessite de veiller à ce qu'aucun signal parasite ne soit émis. De tels signaux peuvent provoquer des interférences dans le fonctionnement d'autres récepteurs à proximité.
Les performances d'un système de traitement des signaux dépendent des caractéristiques de l'oscillateur local. L'oscillateur local doit produire une fréquence stable avec de faibles harmoniques . La stabilité doit tenir compte de la température, de la tension et de la dérive mécanique. L'oscillateur doit produire une puissance de sortie suffisante pour piloter efficacement les étapes suivantes du circuit, telles que les mélangeurs ou les multiplicateurs de fréquence. Il doit avoir un faible bruit de phase lorsque la synchronisation du signal est critique,. Dans un système récepteur canalisé, la précision de l'accord du synthétiseur de fréquence doit être compatible avec l'espacement des canaux des signaux souhaités.

## Types d'oscillateurs locaux
Pour les systèmes à basse fréquence et moyenne fréquence, un oscillateur à quartz est un type courant d'oscillateur local qui offre une bonne stabilité et de bonnes performances à un coût relativement faible, mais sa fréquence est fixe, de sorte que pour changer de fréquence, il faut changer de cristal. L'accord sur différentes fréquences nécessite un oscillateur à fréquence variable, ce qui conduit à un compromis entre la stabilité et l'accordabilité. Avec l'avènement de la microélectronique numérique à hautes fréquences, les systèmes modernes peuvent utiliser des synthétiseurs de fréquence pour obtenir un oscillateur local accordable stable, mais il faut toujours veiller à maintenir des caractéristiques de bruit adéquates dans le résultat.
En hyperfréquences, il est fréquent d'utiliser un multiplicateur de fréquence associé à une source de fréquence moins élevée et à un filtre passe-bande pour produire un oscillateur local. Le bruit de phase de la source est alors augmenté du rang de multiplication N utilisé (soit N2 en puissance).

## Émissions d'OL involontaires
La détection du rayonnement de l'oscillateur local peut révéler la présence du récepteur, comme dans la détection opérée par un détecteur de radar routier
, ou la détection des récepteurs de TV sans licence (en) dans certains pays (fraude à la redevance audiovisuelle). Ce signal involontaire provient de la fuite du signal OL au travers du mélangeur hétérodyne (en émission et en réception) et nécessite un filtrage adapté pour être réduit. Pendant la Seconde Guerre mondiale, les soldats des Alliés n'étaient pas autorisés à disposer de récepteurs superhétérodynes, car les soldats des puissances de l'Axe disposaient d'équipements capables de détecter les émissions de l'oscillateur local. Les soldats ont donc créé ce que l'on appelle aujourd'hui une radio foxhole, un simple récepteur radio improvisé dépourvu d'oscillateur local.

## Recalage en fréquence de l'OL
Pour faire face au phénomène de dérive fréquentielle dans le temps liée notamment au vieillissement des composants constituant l'oscillateur local, celui-ci peut disposer d'un moyen de recalage mécanique ou électronique.
Il n'est pas rare dans les systèmes électroniques modernes que l'oscillateur local d'un transmetteur radio soit synchronisé sur une source de référence de grande précision de fréquence inférieure (oscillateur à quartz par exemple).
Avec l'avènement des systèmes de positionnement par satellite comme le GPS, il est devenu possible d'exploiter la précision de ces derniers pour synchroniser un oscillateur local et atteindre des précisions de stabilité de l'ordre de 10-8 sans avoir recours à un OCXO. L'atteinte de ce niveau de précision nécessite un délai de synchronisation de plusieurs minutes. Ce service facilite grandement les opérations de maintenance. 
Pour des précisions plus importantes, il faut coupler l'oscillateur local à une référence type horloge atomique.